# Xã Old Ripley, Quận Bond, Illinois
Xã Old Ripley (tiếng Anh: Old Ripley Township) là một xã thuộc quận Bond, tiểu bang Illinois, Hoa Kỳ. Năm 2010, dân số của xã này là 867 người.